# Brachymyrmex australis
Brachymyrmex australis är en myrart som beskrevs av Auguste-Henri Forel 1901. Brachymyrmex australis ingår i släktet Brachymyrmex och familjen myror.

## Underarter
Arten delas in i följande underarter:
- B. a. australis
- B. a. curtus